# Río Santa Ludgarda
El río Santa Lutgarda es un curso natural de agua que fluye en la isla Dawson y desemboca en la costa oriental del Paso del Hambre en el estrecho de Magallanes en la Región de Magallanes, Chile.
Risopatrón y el Instituto Geográfico Militar lo llaman "Ludgarda", pero el artículo de Wikipedia sobre la Santa Lutgarda escribe su nombre con "t".

## Historia
Luis Risopatrón lo describe en su Diccionario Jeográfico de Chile de 1924:: 825 
Santa Ludgarda (Rio de) 53° 58' 70° 47' Es corto, corre hácia el N W i cae en el estremo S E del puerto Valdes, de la costa W de la isla Dawson. 4, plano del puerto Valdes (Córdoba, 1788); i riachuelo en 155. p. 859; i rio de Santa Lutgarda en la p. 744.